# Modicogryllus nitidus
Modicogryllus nitidus är en insektsart som först beskrevs av Lucien Chopard 1925.  Modicogryllus nitidus ingår i släktet Modicogryllus och familjen syrsor.

## Underarter
Arten delas in i följande underarter:
- M. n. nitidus
- M. n. moghrebicus